# Najazd mongolski na Węgry
Najazd mongolski na Węgry – najazd Mongołów na Królestwo Węgier, dokąd Mongołowie uderzyli w 1241 roku po zajęciu Rusi. Było to częścią marszu Mongołów na Zachód w XIII wieku. Pretekstu dostarczył fakt, że król Węgier Bela IV udzielił schronienia książętom ruskim. Do decydującego starcia doszło 11 kwietnia 1241 roku w czasie bitwy na równinie Mohi. Armia węgierska została pokonana, a sam król uciekł. Mongołowie opanowali cały kraj, ale po śmierci wielkiego chana Ugedeja wycofali się z zajmowanego terytorium. W podzięce za uratowanie Węgier z najazdu Mongołów Małgorzata Węgierska, córka Beli IV i cesarzówny Nikai Marii Laskaris, została oddana do klasztoru.